# Хиподрум
Хиподрумът (на гръцки: ἱππόδρομος; от хипос – кон, и дромос – състезание, писта) е писта за провеждане на състезания с коне или колесници.
Думата е използвана масово в античността, но и днес писти за конни надбягвания се наричат хиподруми – например Централният московски хиподрум и Националният хиподрум в Банкя.
Хиподруми в Древна Гърция е имало в Делос, Делфи и Олимпия. Най-големият и може би най-известен хиподрум е Хиподрумът на Константинопол, построен между 203 и 330 година.
По време на Римската империя аналог на гръцкия хиподрум е арената на открито, наречена „циркус“ (circus). На нея са провеждани само надбягвания с 4 колесници, докато на гръцките са участвали 10 или повече, така че ширината на пистата им е по-голяма. Пример за такава арена е Циркус Максимус в Рим.
Хиподрумът трябва да се различава от римския амфитеатър, предназначен за провеждане на зрелища. Формата му е продълговата, с един заоблен тесен край и другият прав (форма на U). Зрителите се разполагат на седалки по дългите страни на арената и по заоблената страна, докато от правата тясна страна седят знатните особи и служебните помещения. По средата на арената има ниска стена (спина), украсена със статуи и други предмети. Типичният хиподрум се разполага до хълм, в който се изкопават амфитеатрално редове насипи за седалки на зрителите, а изкопаната пръст се използва за срещуположно разположени редици с места за сядане.